# Cesó Fabi Dorsó
Cesó Fabi Dorsó (llatí: Kaeso Fabius Dorso) va ser un romà d'origen patrici de la família dels Dorsó, que es va destacar quan els gals van ocupar Roma i van assetjar el Capitoli l'any 390 aC.
Fabi, que era molt jove, volia complir amb la tradició familiar de la gens Fàbia els quals celebraven un sacrifici al Quirinal cada any en un dia determinat. Quan va arribar el moment va sortir de l'assetjat Capitoli, portant els elements sagrats a les mans, i va passar sa i estalvi entre l'enemic, i després de fer el sacrifici va retornar al Capitoli amb seguretat. Així ho explica Titus Livi, però Dió Cassi té una versió diferent (a més, dona el nom de Cesó Fabi, puix que Livi només l'esmenta com a K. Fabius Dorso) i diu que el sacrifici era públic, no només de la família, i que Dorsó era pontífex. Luci Anneu Florus també diu que era pontífex i que va ser enviat a fer el sacrifici al Quirinal per Marc Manli, que estava al capdavant dels defensors. Apià situa el sacrifici no al Quirinal sinó al temple de Vesta i diu que l'historiador Luci Cassi Hemina va ser la seva font.